# Tàngara andina de Carriker
La tàngara andina de Carriker (Dubusia carrikeri) és un ocell de la família dels tràupids (Thraupidae).

## Hàbitat i distribució
Habita les espesures de bambú, arbusts i bosc humid a la Sierra Nevada de Santa Marta, al nord de Colòmbia.

## Taxonomia
Considerada fins fa poc una subespècie de la tàngara andina pitclara (Dubusia taeniata) ha passat a ser ubicada dins la seua pròpia espècie arran del Hoyo et Collar 2016.